# Sân bay Kaunas

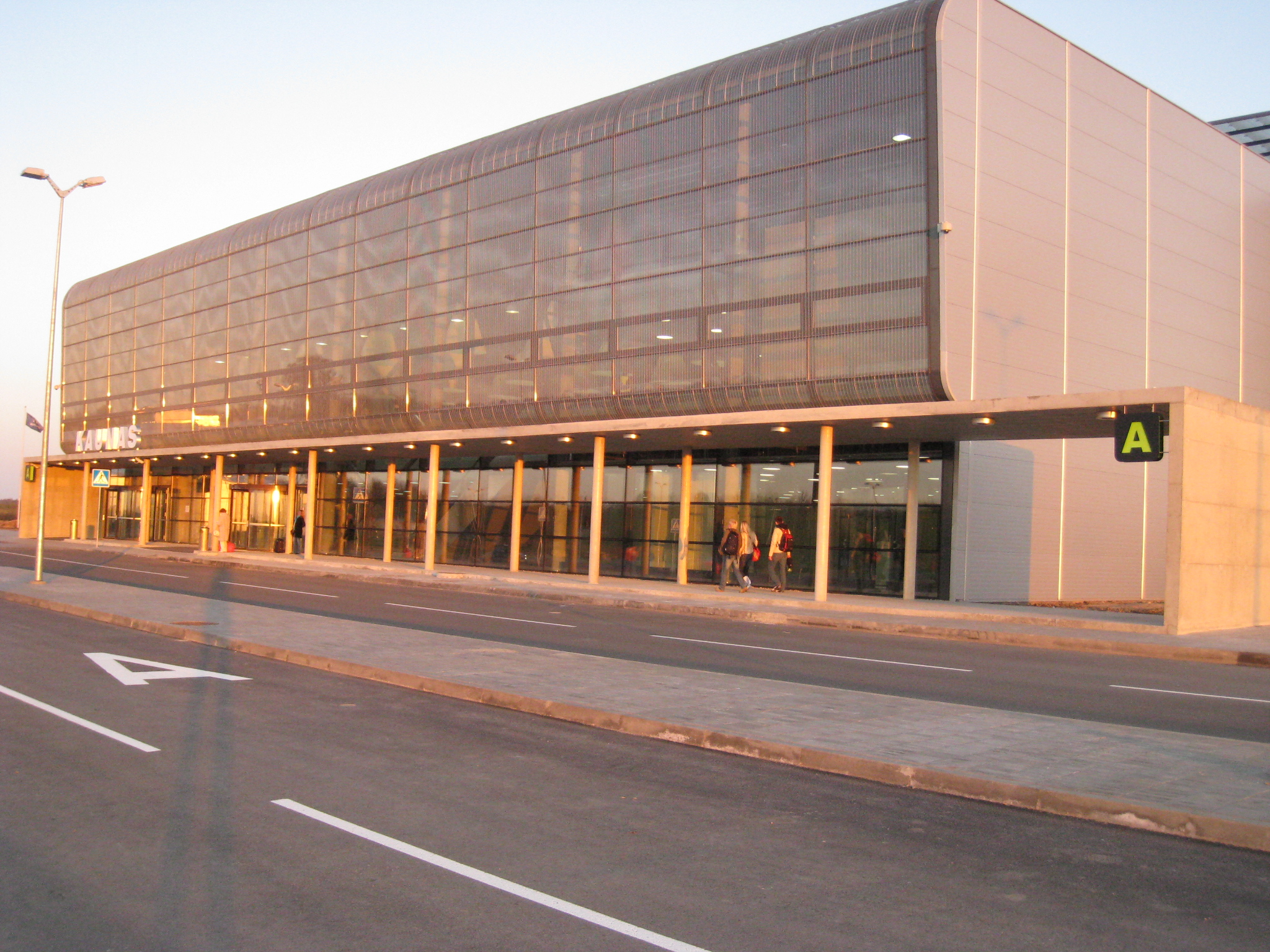
Nhà ga

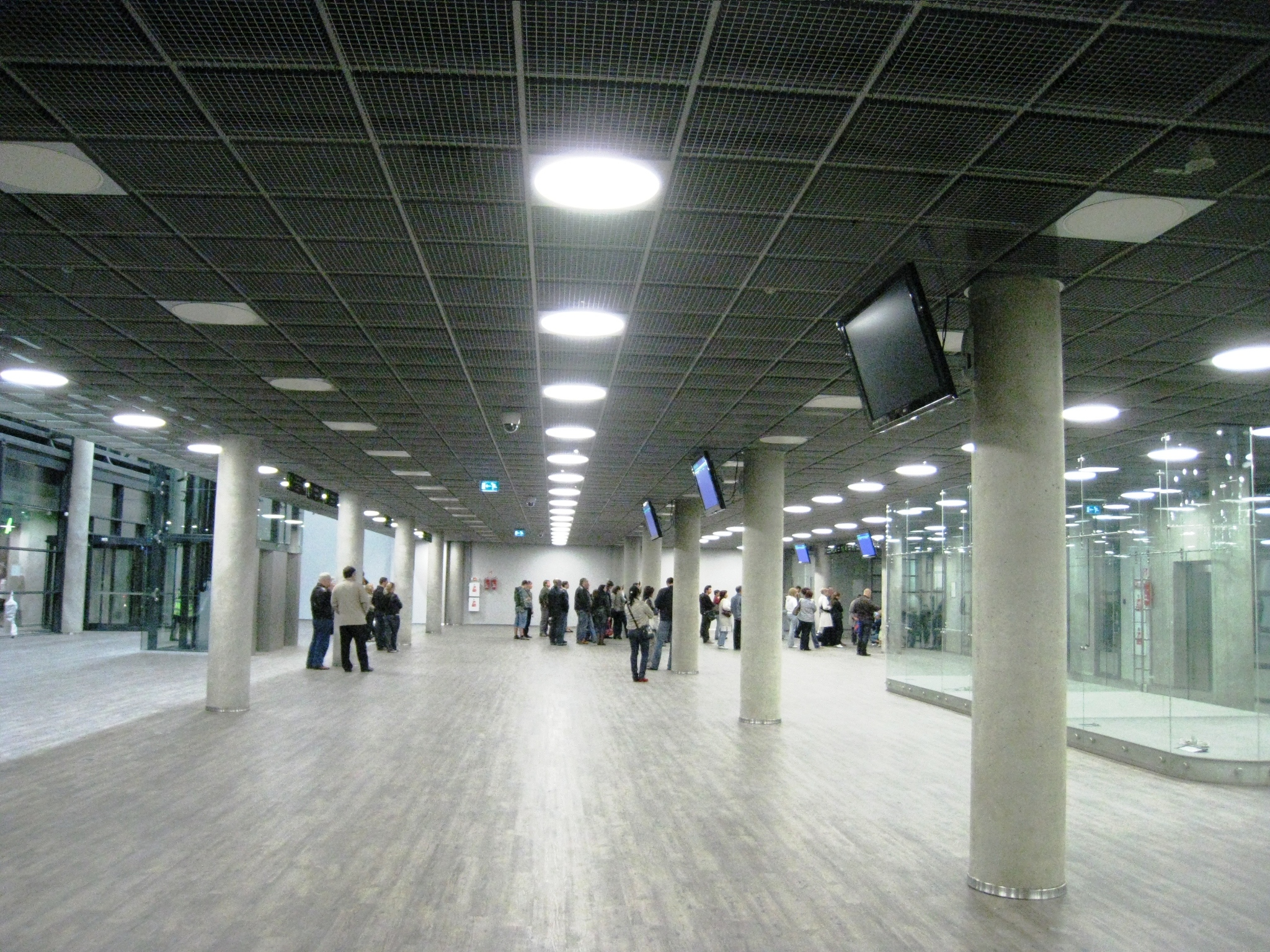
Sảnh đến

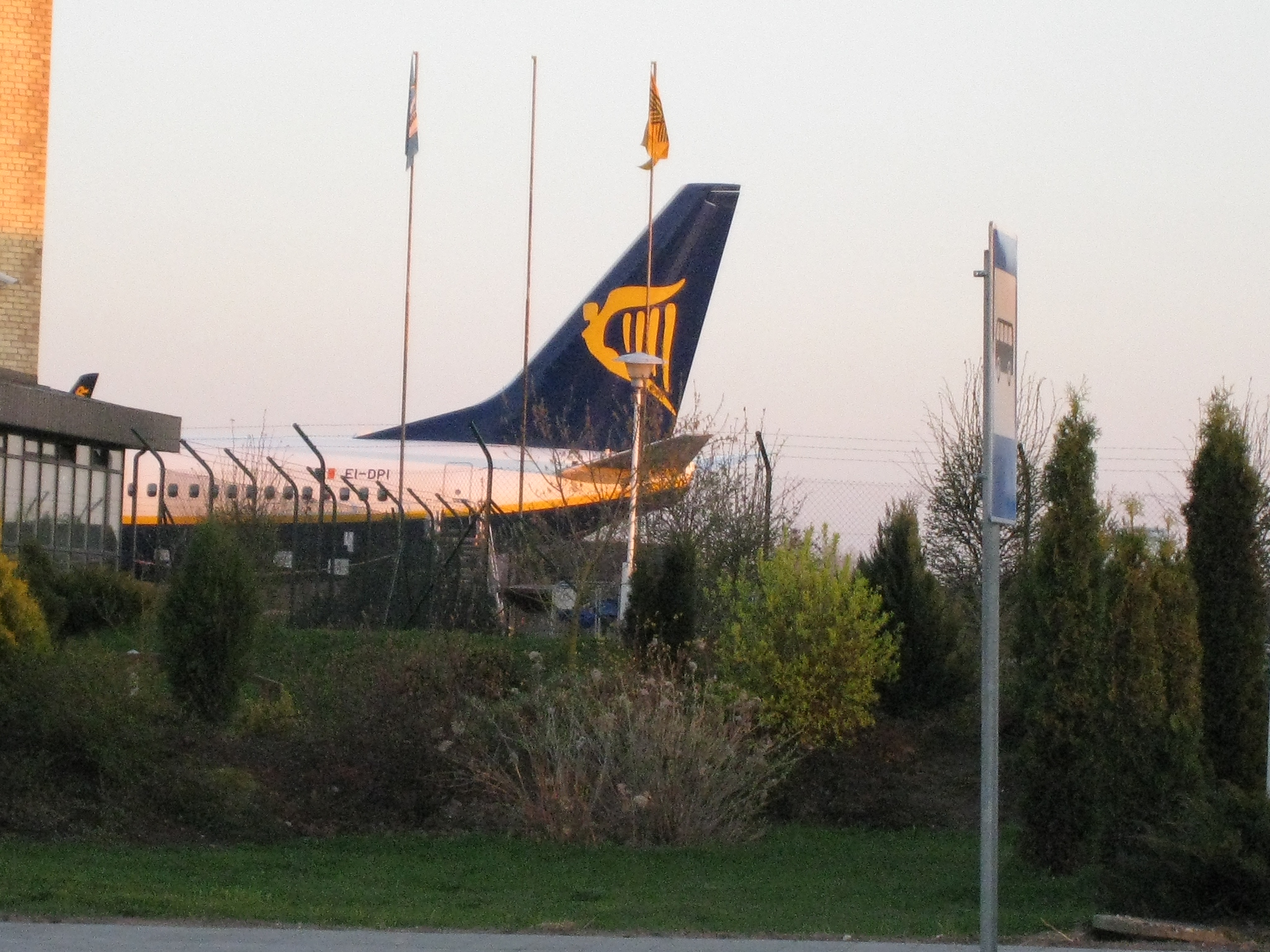
Boeing 737-800 của hãng Ryanair tại sân bay Kaunas

Sân bay quốc tế Kaunas (tiếng Litva: Kauno tarptautinis oro uostas), (IATA: KUN, ICAO: EYKA) phục vụ Kaunas, Litva, là sân bay dân sư bận rộn thứ hai ở Litva sau sân bay quốc tế Vilnius và thứ tư bận rộn nhất trong các nước Baltic. Sân bay Kaunas là sân bay phát triển nhanh nhất trong các nước Baltic trong năm 2009 và 2010. Sân bay này chủ yếu phục vụ hành khách quốc tế và các chuyến bay chở hàng và nằm trong Karmėlava, 15 km (9,3 dặm) về phía đông bắc của trung tâm thành phố Kaunas. Kaunas sân bay có thể phục vụ các máy bay lớn như Boeing 747, Antonov An-124 hoặc tương đương. Ngày 04 tháng 5 năm 2010 hãng hàng không giá rẻ Ryanair mở cơ sở tại sân bay Kaunas, và là hãng hàng không lớn nhất tại sân bay.

## Lịch sử
Sân bay Kaunas bắt đầu hoạt động vào năm 1988 khi các hoạt động của sân bay đã được chuyển từ sân bay S. Darius và S. Girėnas, là một sân bay khác gần Kaunas. Năm 1991, sau khi Litva độc lập, sân bay này đã trở thành sân bay quốc tế. Năm 1996, nó đã trở thành một thành viên Hội đồng của sân bay quốc tế (ACI) và bắt đầu tham gia vào các hoạt động của hiệp hội "sân bay Litva". Sân bay Kaunas phục vụ các máy bay Yak-40, và Yak-42 của chi nhánh Aeroflot địa phương từ năm 1988. Tầm bay vừa phải và có một số chuyến bay theo lịch trình từ Kaunas đến Kiev, Kharkiv, Moskva, Odessa, Simferopol, và Siauliai. Hãng hàng không khu vực Air Lithuania ở Kaunas hoạt động đã lên kế hoạch và những chuyến bay thuê bao từ Kaunas đi Budapest, Billund, Hamburg, Malmö, và Oslo từ năm 1993 đến năm 2004.

## Hãng hàng không và tuyến bay
| Hãng hàng không | Các điểm đến |
| --------------- | --- |
| Air Baltic      | Riga |
| Ryanair         | Paris-Beauvais, Birmingham, Bristol, Brussels-Charleroi, Dublin, Edinburgh, Gothenburg-City, Frankfurt-Hahn, Leeds/Bradford [từ 2/11/2011], Liverpool, London-Gatwick, London-Luton, London-Stansted, Oslo-Rygge, Tampere Theo mùa: Alicante, Kos, Rhodes, Stockholm-Skavsta |

### Vận tải hàng hóa
| Hãng hàng không          | Các điểm đến                         |
| ------------------------ | ------------------------------------ |
| Jade Cargo International | Amsterdam, Shanghai-Pudong, Shenzhen |
| Polet Airlines           | Thượng Hải                           |
| SprintAir                | Warsaw                               |
| Lufthansa Cargo          | Frankfurt, Mumbai                    |
| TNT Airways              |                                      |
| Transaviabaltika         | Minsk                                |